# 羅靈格林鎮區 (明尼蘇達州馬丁縣)
羅靈格林鎮區（英語：Rolling Green Township）是位於美國明尼蘇達州馬丁縣的一個行政鎮區，得名自當地的青綠的山丘。

## 地方資料
羅靈格林鎮區的面積為89.96平方千米，當中陸地面積為88.94平方千米，而水域面積為1.02平方千米。根據2020年美國人口普查的數據，當地共有人口250人，而人口密度為每平方千米2.78人。